# Samuel Colman (1832-1920)
Ne pas confondre avec Samuel Colman (1780-1845).
Pour les articles homonymes, voir Colman.
Samuel Colman, né le 4 mars 1832 et mort le 26 mars 1920, est un peintre, décorateur d'intérieur et écrivain américain principalement connu pour ses peintures du fleuve Hudson. 

## Biographie
Né à Portland, dans le Maine, Colman est venu vivre avec sa famille à New York où son père a ouvert une librairie, attirant une clientèle cultivée, ce qui peut avoir influencé le goût de Colman pour l'art. On suppose qu'il a brièvement étudié auprès du peintre de l'Hudson River School Asher Durand. Il a exposé pour la première fois ses travaux à l'Académie américaine de design en 1850. En 1854, il ouvre son propre atelier à New York et, l'année suivante, est élu membre associé de l'Académie nationale, dont il fut membre de droit en 1862.
Il est l'oncle de Pamela Colman Smith.